# فائض في الميزانية
الميزانية المتوازنة (تحديدًا ميزانية الحكومة) هي الميزانية التي تتساوى فيها الإيرادات والنفقات، فلا عجز أو فائض في الميزانية (أي يكون رصيد الحساب متوازن). الميزانية المتوازنة، عمومًا، هي ميزانية لا تعاني من العجز، لكن من المحتمل أن تشمل فائضًا في الميزانية. الميزانية المتوازنة دوريًا هي ميزانية لا يُشترط أن تكون متوازنة على أساس سنوي، بل متوازنة وفق دورة الأعمال الاقتصادية، أي تتسم بالفائض في سنوات الانتعاش وتمرّ بعجز في سنوات الأزمات، بشرط توازن هذه الفترات على طول المدة الزمنية.
تُعد الميزانية المتوازنة، ومسألة عجز الميزانية المرتبطة بها، من النقاط الإشكالية في السياسة وعلم الاقتصاد الأكاديمي. يدعي بعض الاقتصاديين أن الانتقال من العجز إلى الميزانية المتوازنة يخفّض معدلات الفوائد ويزيد الاستثمار، ويساهم في انكماش العجز التجاري والنمو السريع للاقتصاد على المدى الطويل. في المقابل، لا يرى بعض الاقتصاديين، تحديدًا أنصار النظرية النقدية الحديثة، حاجة إلى الميزانية المتوازنة في الدول القادرة على إصدار عملتها المحلية، ويدعي هؤلاء أن الإنفاق الحكومي يساعد في تعزيز الإنتاج والابتكار والادخارات في القطاع الخاص.

## الآراء الاقتصادية
يؤيد الاقتصاد السائد الميزانية المتوازنة الدورية بصورة رئيسية، ويأخذ بوجهة نظر الاقتصاد الكينزي القائلة أن السماح بانحراف العجز يوفّر عامل ثبات تلقائي للاقتصاد -يخلق العجز في الميزانية محفزات مالية في فترات الأزمات، بينما يوفّر الفائض في الميزانية نوعًا من التقييد في فترات الانتعاش. لا يؤيد أنصار الاقتصاد الكينزي المحفزات المالية عندما يكون الدين الحكومي كبيرًا في الأساس.
في المقابل، تقف التيارات البديلة في الاقتصاد السائد وفروع الاقتصاد البدعي على النقيض من الكلام السابق. يرى البعض أن عجز الميزانية سيء ومضرّ في كافة الأحوال، بينما يرى آخرون أن عجز الميزانية ليس مفيدًا فحسب، بل ضروري للاقتصاد أيضًا.
تشمل المدارس الاقتصادية المناهضة لفعاليّة عجز الميزانية -باعتباره أدوات دورية- مدرسة اقتصاديات المياه العذبة التابعة للاقتصاد السائد والاقتصاديات التقليدية المحدثة عمومًا، بالإضافة إلى المدرسة النمساوية للاقتصاد. ترى مدرسة الاقتصاد ما بعد الكينزي، والمدرسة الورقية خصوصًا، أن عجز الميزانية ضروري.
لا تُعد نسب العجز الضخمة غلطة اقتصادية، بل ضرورة اقتصادية عندما يكون العجز كافيًا لإعادة تدوير المدخرات من إجمالي الناتج المحلي، والزائدة عما يمكن إعادة تدويره من خلال الاستثمار الخاص الساعي وراء الربح.
يُحسب العجز في الميزانية عبر طرح إجمالي النفقات المخططة من الميزانية الكلية المتاحة. ستظهر النتيجة عجزًا في الميزانية إذا كان الناتج سالبًا، أو فائضًا في الميزانية إذا كان الفارق موجبًا.

## الآراء السياسية

### الولايات المتحدة الأمريكية
ترى حركة المحافظة المالية (الرأسمالية المحافظة) في الولايات المتحدة الأمريكية أن الميزانية المتوازنة هدف مهم. لدى كل الولايات الأمريكية، باستثناء فيرمونت، قانون دستوري يُعرف بتعديل الموازنة المتوازنة، يساهم في حظر عجز الميزانية، بينما يحظر قانون الخصم الضريبي في ولاية أوريغون زيادة فائض الميزانية عن نسبة 2% من الإيرادات. يُحظر الفائض في الميزانية وفق قانون حقوق دافعي الضرائب في ولاية كولورادو، وعلى الولاية تقديم دفعات مالية لتسديد أموال دافعي الضرائب عندما يتشكل فائض في الميزانية.

### السويد
نشأ إجماع سياسي في السويد على التحوط المالي عقب الاستدانة المفرطة من القطاعين العام والخاص، والتي أدت إلى أزمة المصارف السويدية في أوائل تسعينيات القرن الماضي، بالإضافة إلى تأثير سلسلة من التقارير عن التحديات الديموغرافية المستقبلية. في عام 2000، نص القانون على هذا التوجه، محددًا هدف تحقيق فائض بنسبة 2% على مدار دورة الأعمال، واستغلاله لدفع الدين العمومي وتأمين مستقبل دولة الرفاه على المدى الطويل. أصبحت نسبة الفائض المستهدفة على مدار دورة الأعمال 1% حاليًا لأن المعاش التقاعدي لم يعد جزءًا من نفقات الحكومة.

### المملكة المتحدة
في عام 2005، أعلن مستشار الخزانة جورج أوزبورن نيّته فرض قانون يلزم الحكومة بالإبلاغ عن الفائض في الميزانية إذا كان الاقتصاد في طور النمو. انتقد الأكاديميون هذا المقترح، وقال البروفيسور ها جون تشانغ من جامعة كامبريدج أن المستشار يتجاهل تعقيدات اقتصاد القرن الحادي والعشرين، والتي تطالب الحكومات بالمرونة والاستجابة لتغيّرات الأحداث العالمية.
منذ عام 1990، أبلغت الحكومة عن فائض الميزانية في 6 سنوات فقط، اثنتان منهما عندما كان جون ميجر مستشار الخزانة في عامي 1988 و1989، و4 مرات عندما كان غوردون براون من حزب العمال في منصب المستشار خلال الأعوام 1998 و1999 و2000 و2001.

## مضاعف الميزانية المتوازنة
بالإمكان تغيير الطلب الكلي Y للحفاظ على ميزانية متوازنة بسبب تأثير المضاعف. بافتراض أن نفقات الحكومة G ازدادت، ستعمل الأخيرة على موازنة هذه الزيادة عبر زيادة الضرائب T. مع الأخذ بعين الاعتبار أن جزءًا من دخل الأسر المأخوذ عبر الضرائب تم إنفاقه، سيكون التغيّر في النفقات الاستهلاكية أقلّ من التغيّر في الضرائب. وعلى هذا الأساس، يكون التغيّر الصافي للإنفاق في هذه الحالة موجبًا (عبر زيادة الإنفاق الحكومة وتخفيض النفقات الاستهلاكية)، وستكون مراحل الإنفاق الثانية واللاحقة موجبة أيضًا، ما يؤدي إلى نتيجة موجبة لمضاعف الميزانية المتوازنة. عمومًا، وفي ظلّ غياب التغييرات المستحدثة في معدلات الفائدة ومستوى الأسعار، يؤدي التغيّر في الميزانية المتوازنة إلى تغيّر الطلب الكلي بكمية مساوية للتغيّر في الإنفاق. بفرض أن دالة الاستهلاك هي:
{\displaystyle C=c_{0}+c_{1}\left(Y-T\right).}
تكون معادلة توازن سوق السلع كالتالي:
{\displaystyle Y=C+I+G+NX}
حيث I هي الاستثمار المادي خارجي المنشأ، وNX هي صافي الصادرات. بتعويض المعادلة الأولى في الثانية، نحصل على الحلّ التالي لـY:
{\displaystyle Y={\frac {1}{1-c_{1}}}\left(c_{0}+I+G+NX-c_{1}T\right),}
أخذًا بالفروق والمتغيرات، وبافتراض أن {\displaystyle \Delta I=\Delta NX=0} و{\displaystyle \Delta T=\Delta G,} ، نحصل على:
{\displaystyle \Delta Y={\frac {1}{1-c_{1}}}(\Delta G-c_{1}\Delta G)=\Delta G.}
ثم بالتقسيم على {\displaystyle \Delta G}، نحصل على مضاعف الميزانية المتوازنة:
{\displaystyle {\frac {\Delta Y}{\Delta G}}\vert _{\Delta T=\Delta G}=1.}
يُطلق على ما سبق مبرهنة هافليمو، وتظهر أن القيمة العظمى لمضاعف الميزانية المتوازنة تزداد عندما يكون الازدياد في  الإنفاق الحكومي  مكافئًا لازدياد الالتزامات المالية {\displaystyle \Delta T}، وهو ما يسهم في تفادي ارتفاع مستوى الدين العام. لا يُعد العجز في الميزانية خيارًا سياسيًا فعالًا لتسريع الدخل القومي الإجمالي، ويتمثّل العجز في الميزانية بزيادة الإنفاق العام وغياب كمية مكافئة من الأموال الواردة إلى خزينة الدولة لتغطية تلك النفقات.
بالإمكان تقليل الميزانية المتوازنة عندما تؤدي التغيرات في معدلات الفوائد إلى تغيّر الإنفاق الاستثماري والطلب على النقود، وعندما يتأثر الأخير بالتغيرات الناجمة في مستوى الأسعار.